# Circondario di Lahn-Dill
Il circondario di Lahn-Dill è uno dei circondari dello stato tedesco dell'Assia.
Fa parte del distretto governativo di Gießen.

## Città e comuni
(Abitanti al 31 dicembre 2022)
| Comuni del circondario | Città 1. Aßlar (13 924) 2. Braunfels (11 131) 3. Dillenburg (23 480) 4. Haiger (19 623) 5. Herborn (20 894) 6. Leun (5 813) 7. Solms (13 862) 8. Wetzlar (54 187) | Comuni 1. Bischoffen (3 311) 2. Breitscheid (4 780) 3. Dietzhölztal (5 611) 4. Driedorf (5 135) 5. Ehringshausen (9 540) 6. Eschenburg (10 079) 7. Greifenstein (6 584) 8. Hohenahr (4 900) 9. Hüttenberg (10 909) 10. Lahnau (8 284) 11. Mittenaar (4 833) 12. Schöffengrund (6 524) 13. Siegbach (2 518) 14. Sinn (6 511) 15. Waldsolms (4 856) |